# استفان مایفسکی
استفان مایفسکی (لهستانی: Stefan Majewski؛ زادهٔ ۳۱ ژانویهٔ ۱۹۵۶) بازیکن سابق و مربی فوتبال اهل لهستان است.
از باشگاه‌هایی که در آن بازی کرده‌است می‌توان به باشگاه فوتبال لگیا ورشو، باشگاه فوتبال کایزرسلاوترن، باشگاه فوتبال فرایبورگر، باشگاه فوتبال زاویشا بیدگوشچ، باشگاه فوتبال آرمینیا بیله‌فلد، باشگاه فوتبال فرایبورگ، و باشگاه فوتبال آپولون لیماسول اشاره کرد.
وی همچنین در تیم ملی فوتبال لهستان بازی کرده‌است.